# Largus sellatus
Largus sellatus är en insektsart som först beskrevs av Guérin-Méneville 1857.  Largus sellatus ingår i släktet Largus och familjen Largidae. Inga underarter finns listade i Catalogue of Life.